# Rectoelphidiella
Rectoelphidiella es un género de foraminífero bentónico de la subfamilia Elphidiinae, de la familia Elphidiidae, de la superfamilia Rotalioidea, del suborden Rotaliina y del orden Rotaliida. Su especie tipo es Rectoelphidiella lepida. Su rango cronoestratigráfico abarca desde el Pleistoceno hasta la Actualidad.

## Clasificación
Rectoelphidiella incluye a las siguientes especies:
- Rectoelphidiella aplata
- Rectoelphidiella lepida